# Yves Lampaert
Yves Lampaert (født 10. april 1991) er en professionel cykelrytter fra Belgien, der er på kontrakt hos World Tour-holdet Soudal Quick-Step.